# Błuskajmy Wielkie
Błuskajmy Wielkie (Duits: Groß Bloßkeim) is een plaats in het Poolse district  Kętrzyński, woiwodschap Ermland-Mazurië. De plaats maakt deel uit van de gemeente Korsze en telt 65 inwoners.